# 女々しくて
「女々しくて」（めめしくて）は、ゴールデンボンバーの7枚目のシングル。2009年10月21日にスクーデリア・ユークリッド（Zany Zapレーベル）から発売された。2013年度著作権使用料の分配額が国内最多となったことにより、 2014年JASRAC賞を受賞する。2011年3月にユークリッドエージェンシー社長がCM製作者と知人だったことから、ハウス食品『メガシャキ』のCMソングに替え歌「眠たくて」が起用され、こちらの楽曲は後述の両A面シングルに収録されている。本項では、2011年8月24日発売された「女々しくて/眠たくて」についても記す。

## 楽曲
音楽番組のスペシャル放送では数多く披露している。年末の大型音楽番組であるNHK紅白歌合戦では2012年から2015年まで4年連続で歌唱され（連続同一曲出場の最多タイ記録）、『ミュージックステーションスーパーライブ』においても2013年から8年連続で歌唱している。鬼龍院は2018年のインタビューでヒット曲の制作自体が難しいが、この曲がヒットしたことでテレビへの出演や音楽イベント、コマーシャルへの参加に繋がったと分析している。また、バンドの代表作として歌う依頼が来ることが多いとも述べている。

### 制作
『イミテイション・ゴールド〜金爆の名曲二番搾り〜』の制作で制約を課されていた後の休暇に、自分が作りたいものを詰め込んだものであることを鬼龍院はインタビューで述べている。ただ、あくまで他の曲と同じように大事な曲の一つであることも併せて述べている。鬼龍院の体験談をそのまま歌詞に起用した。ブラスアレンジはサザンオールスターズの「匂艶 THE NIGHT CLUB」を参考にしている。

### プロモーション

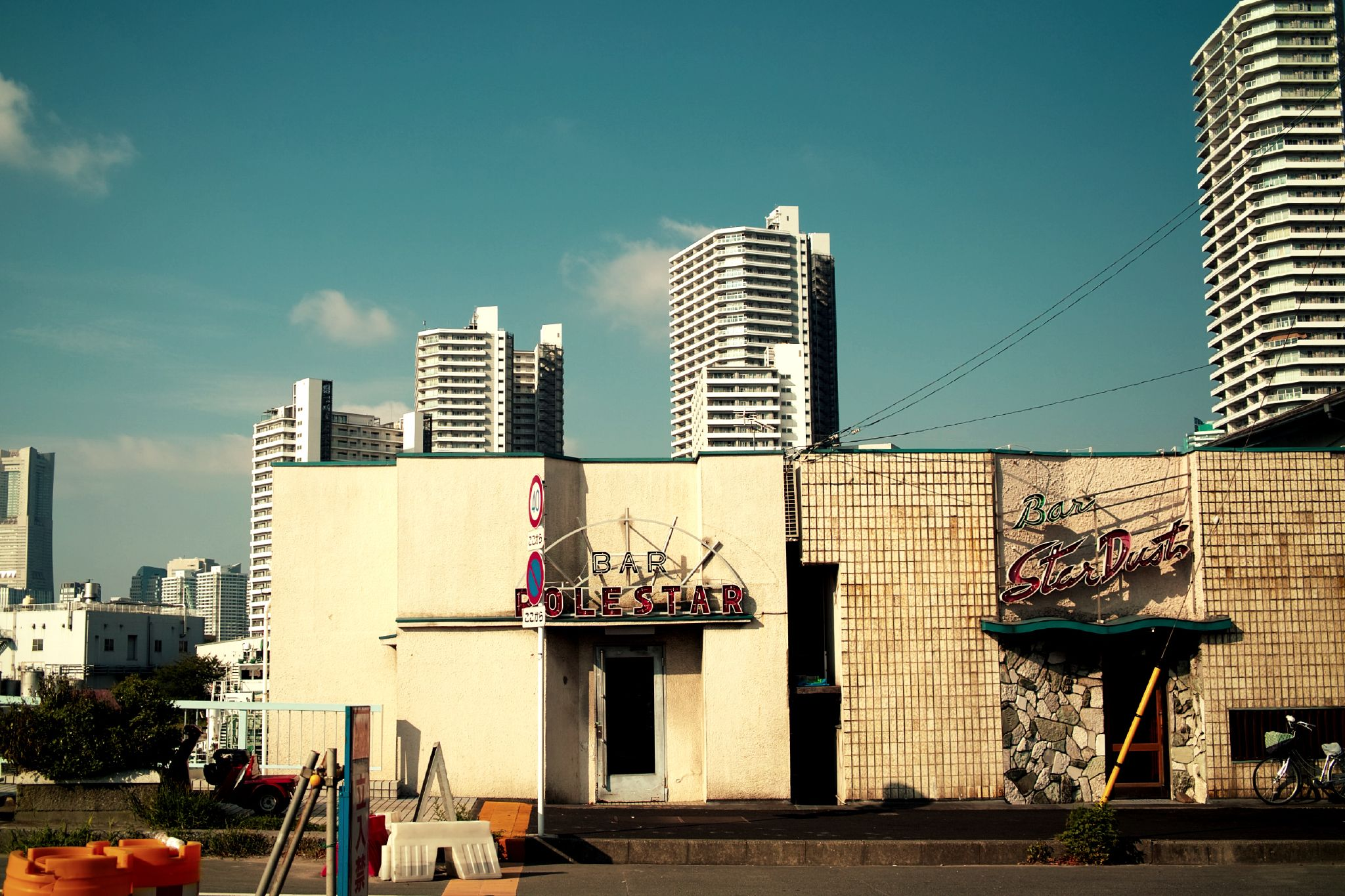
プロモーション・ビデオは神奈川県横浜市に立地するバー『Bar StarDust』（右）で撮影された。

プロモーション・ビデオの撮影場所である神奈川県横浜市のバー『Bar StarDust』は、アレンジの元となった「匂艶」のプロモーションビデオ撮影にも使用されている。

## アレンジ
『中国の盗作問題を受けて』という名目のジョークとして、「女人气」（「女々しくて（広東風バージョン）」）という中国語バージョン（ただし中国語のように聞こえるように歌っているのみで訳詞ではない）を自ら製作してニコニコ動画にアップロードしている。他のミュージシャンによるカバーでは、2014年に女性ボーカルグループLittle Glee Monsterがデビュー・アルバム『Little Glee Monster』でカバーしている。また2019年1月18日放送のテレビ朝日系『ミュージックステーション2時間スペシャル』でも同グループがカバー歌唱した。
2022年12月7日には『女々しくて 2022流行語ver.』が、2023年12月15日には『女々しくて 2023流行語ver.』という替え歌を制作、配信限定シングルとして発売されている。

## 評価
音楽作家のMUTEKI DEAD SNAKEは自身の連載にて、「女々しくて」は昭和の歌謡曲の影響が見て取れるとして、サビのパートに大黒摩季「熱くなれ」や狩人「あずさ2号」、また他の歌謡曲を連想すると述べている。一方でサビ前半部分のコード進行やメロディの構築はユーロビートの特徴を出しており、また楽曲のサウンドはヴィジュアル系の楽曲に見られるものと指摘している。またヒットの理由についてMUTEKI DEAD SNAKEはこの楽曲がゴールデンボンバーの「ヴィジュアル系エアーバンド」というコンセプトやメンバーの親しみやすいキャラクターとの親和性からヒットしたと分析している。

## 楽曲利用
コナミの音楽ゲーム、jubeat（「copious」以降）、REFLEC BEAT（「limelight」以降、VOLZZA 2稼働途中削除）、Dance Dance Revolution（「X3」以降、A稼働途中削除）、pop'n music（「20 Fantasia」以降、「éclale」稼働途中削除）、Dance Evolution ARCADE、GuitarFreaks、DrumMania（「GITADORA」以降）、及びバンダイナムコゲームスの太鼓の達人（一部家庭用およびアーケード新筐体版）、セガのmaimai（「GreeN」以降）、タイトーのGROOVE COASTER（「EX」以降）にいずれも原曲で収録されている。ミライダガッキ（この機種のみカバーで、アーティスト表記無し）。「Dance Evolution」においては振付を行った歌広場淳の動きをモーションキャプチャーした譜面が使用された。カラオケで歌われる曲の上位に名を連ねており、第一興商の2012年年間カラオケリクエストランキングで第3位、JOYSOUNDの年間ランキングでは第2位だった。また、2012年9月から2013年5月まで、JOYSOUNDの月間ランキングで1位を保持し続ける。なお、8月13日に紅蓮の弓矢のフルサイズ版の配信および同曲のDAMへの配信開始の影響による分散がきっかけで奪首している。ちなみに、DAMの月間ランキング1位は継続している。オリコン週間カラオケランキングでは、2012年8月27日付チャートで初の首位となり、翌週付ではゆず「栄光の架橋」に首位を譲ったものの、続く9月10日付チャートから2013年8月26日付チャートまで51週連続の首位を獲得、それまでAKB48「ヘビーローテーション」が持っていた同チャートの「連続首位」獲得週数記録48週を塗り替え、歴代1位となる新記録を樹立した。フジテレビ系『クイズ30〜団結せよ!〜』にて、「30人でLet'sダンス!ゴールデンナンバー 〜クイズ!女々しくて〜」の挿入曲として使われた。

## 収録曲
全曲作詞・作曲：鬼龍院翔
1. 女々しくて
2. かっこいいな英語って
3. 君がいない間に
4. 女々しくて （オリジナル・カラオケ）
5. かっこいいな英語って （オリジナル・カラオケ）
6. 君がいない間に （オリジナル・カラオケ）

## 女々しくて/眠たくて
「女々しくて／眠たくて」（めめしくて／ねむたくて）は、ゴールデンボンバーの11枚目のシングル。2011年8月24日にスクーデリア・ユークリッド（Zany Zapレーベル）から発売された。

### 概要
発売から2011年度の12月31日までの期間限定生産。表題曲の1曲である「女々しくて」は、前記にあるように2009年に発表されているが、「初CMタイアップ記念盤」として発売され、楽曲のアレンジに変更はない。ユークリッドエージェンシー代表取締役の木村俊彦が「女々しくて」を気に入っており、諦めきれなかったことからハウス食品「メガシャキ」のタイアップに取り上げようとした。しかし「女々しくて」の替え歌であれば既存曲としてJASRACによる楽曲の著作権使用料が発生するため、AメロBメロが異なるものとなるよう製作したと、木村は2013年のインタビューで振り返っている。
もう1曲の表題曲「眠たくて」は、「女々しくて」をもとに歌詞替えやラップが追加された楽曲になっており、ボーカルの鬼龍院曰く「30分で作り上げた曲」と語っている。またギターソロはギター担当の喜矢武が実際に演奏している。収録曲「女々しくて -韓国語バージョン-」は、事務所が韓国でもバンドを広めたいという思いから制作され、所属事務所の社員で朝鮮語を話せる人に仮歌を入れてもらい覚えた曲だったと言われる。
今作は初回限定盤A・Bと通常盤の3形態で発売され、初回限定盤はDVDが同梱され、カードジャケットがランダムに封入されている。また通常盤にはCD EXTRAと、収録曲のインストゥルメンタルが収録されている他、ブックレットも付属している。
このシングルの発売と同日に、コナミのiPad・iPhone・iPod touch向けアプリ「jubeat plus」に「女々しくて」、「眠たくて」および「ultra PHANTOM」、「†ザ・V系っぽい曲†」を収録した楽曲集「ゴールデンボンバーパック」が配信された。

### 収録曲
全曲 作詞・作曲：鬼龍院翔、編曲：鬼龍院翔、tatsuo名義
1. 女々しくて [4:09]
2. 眠たくて [3:55]
ハウス食品「メガシャキ」CMソング
3. 女々しくて -韓国語バージョン- [4:09]
翻訳：金珉志
4. 今夜も眠れない (病的な意味で) [3:38]
エレクトロニカ、オペラ、メタルと曲調が変化する楽曲[23]。
5. 女々しくて（オリジナルカラオケ）[4:09]
6. 眠たくて（オリジナルカラオケ）[3:55]
7. 女々しくて -韓国語POP バージョン-（オリジナルカラオケ）[4:09]
8. 今夜も眠れない (病的な意味で)（オリジナルカラオケ）[3:38]

### 特典DVD
初回限定盤A
1. 「女々しくて -K-POPバージョン-」PV
K-POPを意識してエレクトロニカ調のアレンジとなっている。映像内では、樽美酒がソウルマッコリ、歌広場がキムチ山盛りなど、韓国に因んだ食べ物を飲食している[23]。
2012年に発売されたバンド初のオリジナル・アルバム『ゴールデン・アルバム』には、音源が収録されている。
2. 「女々しくて -K-POPバージョン-」PV Making映像
3. 「眠たくて」本人出演CM（出てみた）喜矢武・歌広場バージョン
4. ライブ映像 LIVE@C.C.Lemon HALL Vol.1

初回限定盤B
1. 「女々しくて」The History LIVE PV
2. 「眠たくて」本人出演CM（出てみた）鬼龍院・樽美酒バージョン
3. 「眠たくて」本人出演CM Making映像
4. ライブ映像 LIVE@C.C.Lemon HALL Vol.2

通常盤（CD EXTRA）
1. 「眠たくて」本人出演CM（作ってみた）
2. ライブ映像「女々しくて」 LIVE@C.C.Lemon HALL

## 収録作品・カバー
| 発売日         | タイトル | 規格品番                |
| -------------- | --- | ----------------------- |
| 2010年01月06日 | ベストアルバム『ゴールデンベスト〜Pressure〜』                                                                                              | EAZZ-37 EAZZ-38         |
| 2010年07月21日 | ベスト『ゴールデン・アワー〜上半期ベスト2010〜』(女人气 -「女々しくて」広東風バージョン)                                                    | EAZZ-54 EAZZ-55         |
| 2010年09月15日 | 『EXIT TRANCE PRESENTS ウマウマできるトランスを作ってみた 9 ここに病院を建てよう』                                                          | QWCE-00179 QWCE-00180   |
| 2012年01月04日 | オリジナルアルバム『ゴールデン・アルバム』(女々しくて -K-POPバージョン-)                                                                    | EAZZ-86 EAZZ-87 EAZZ-89 |
| 2012年03月07日 | 『秋葉工房ふぇすたpresents 歌ってみたベストセレクション』(Arranged by 銀サク / のど飴, 湯毛)                                                | FLLM-010                |
| 2012年07月11日 | 『あげmix2～オール・ジャンル・ベスト～』(PARTY☆ROCKERS)                                                                                     | FARM-0306               |
| 2012年07月25日 | マチゲリータ『I Love Visualizm feat.初音ミク produced by マチゲリータ』(feat.初音ミク・鏡音リン・鏡音レン・巡音ルカ・GUMI・神威がくぽ・VY2) | VICL-63900              |
| 2012年09月05日 | 『ハイテンションMIX mixed by DJ eLEQUTE』                                                                                                   | STRQ-0005               |
| 2012年10月24日 | 『I LOVE J-POP NONSTOP MIXED BY ITO YAMATO』                                                                                                | OTCD-2929               |
| 2012年11月21日 | 『ベスト 無敵ガチアゲJ-MIX』 | DTJR-12111              |
| 2013年03月20日 | 『2013 ポップ・ヒット・マーチ ～風が吹いている～』                                                                                          | COCX-37893              |
| 2013年03月27日 | 96猫『アイリス』 | DGSA-10059              |
| 2013年04月10日 | 『WE LOVE J-POP ～POWER TUNES BEST～ Mixed by DJ HIROKI』                                                                                   | GRVY-031                |
| 2013年05月01日 | 『もて↑歌MIX mixed by DJ SHINSTAR』 | MGT-6                   |
| 2013年05月15日 | 『J-POP BEST GENERATION MIX!2011-2013』 | VIGR-0015               |
| 2013年06月12日 | 『クラブ フレグランス ブリリアントボヤージュ』                                                                                              | XNAR-10034              |
| 2013年08月07日 | 『J-POP COVER伝説 V Mixed by DJ FUMI★YEAH!』(PARTY☆ROCKERS)                                                                                 | FARM-0345               |
| 2013年09月04日 | GILLE『I AM GILLE.2』 | UPCH-9885 UPCH-1945     |
| 2013年10月09日 | イガグリ千葉『ヤリたくて』(替え歌) | EAZZ-0106               |
| 2013年10月30日 | 『J-POP COVER HITS! -INTERNATIONAL- DJ MIX EDITION』                                                                                        | JPCH-13092              |
| 2014年02月18日 | GHOST COMPANY『LOUD EATS J-POP』 | R3RCD-117               |
| 2014年02月19日 | どついたるねん『ピラミッドをぶっ壊せ!』 | MYRD-61                 |
| 2014年3月16日  | Little Glee Monster『Little Glee Monster』                                                                                                  | SRCL-9221~9222          |
| 2014年04月23日 | 『BRASS BEST SELECTION J-POP』 | VICP-65214              |
| 2014年04月23日 | 東京佼成ウインドオーケストラ『ニュー・サウンズ・イン・ブラス 2014』                                                                         | TYCN-62002              |
| 2014年05月14日 | 『WE LOVE J-POP ～INTERNATIONAL TUNES BEST～ mixed by DJ瑞穂』(ENGLISH Ver.)                                                                | GRVY-052                |
| 2014年06月04日 | 『アゲうたベスト Mixed by DJ瑞穂』 | GRVY-053                |
| 2014年06月18日 | 大阪桐蔭高校吹奏楽部『ブラバン!甲子園 U-18-WEST』                                                                                           | UICZ-4304               |
| 2014年07月16日 | HIBI★Chazz-K『ハッピー・サックス・ヒット・エクスプレス』                                                                                    | PCCR-605                |
| 2014年07月23日 | 『アイのうた J-POP NON STOP MIX → MIXED BY DJ FUMI★YEAH!』                                                                                  | POCS-1166               |
| 2014年08月06日 | 『厳選! 超定番スポーツマーチ ヒットソング編』                                                                                               | KICG-3265               |
| 2014年09月03日 | 『WE LOVE J-POP ～BEST～ Mixed by DJ HIROKI』                                                                                               | GRVY-062                |
| 2014年10月03日 | 朝倉さや『方言革命』 | SLSC-0004               |
| 2015年05月13日 | DJ SASA with THE ISLANDERS『金爆人(きんばくんちゅ)』                                                                                        | KICS-3183               |
| 2015年08月19日 | あゆ☆『METAMORPHOSE』 | FSM-015                 |
| 2015年08月26日 | シエナ・ウインド・オーケストラ『ブラバン ゴールデンボンバー!』                                                                              | KICC-1242               |
| 2015年09月09日 | 『POP POP POP powered by 春香クリスティーン』                                                                                               | JPCH-15091              |
| 2016年02月24日 | ウィンズスコアBFB『BRASS BEST J-POP甲子園2 THE 選抜』                                                                                       | VICP-65373              |
| 2016年03月23日 | キング・ウィング・オーケストラ『キング スーパー・マーチ ヒット・パレード2016 ～365日の紙飛行機～』                                          | KICG-482                |
| 2016年8月24日  | 山崎育三郎『1936 〜your songs〜』 | UPCH-2092               |
| 2020年10月28日 | 卯月コウ、剣持刀也、シェリン・バーガンディ『Prismatic Colors』にじさんじオフィシャルショップ予約特典CD                                      | NJSJ-8                  |
| 2021年6月16日  | 双海真美（下田麻美）『THE IDOLM@STER MASTER ARTIST 4 13 双海真美』                                                                          |                         |

その他
- 2011年11月10日「極東ロックンロール・ハイスクール～3年B組金爆先生～ 氣志團 vs ゴールデンボンバー」にて氣志團と共演。[25]
- 2012年5月27日放送の「新堂本兄弟」にて堂本ブラザーズバンドと共演。[26]
- 2012年10月7日・2014年2月22日チームしゃちほこがライブでカバー。[27]
- 2012年10月29日放送の「SMAP×SMAP」にてSMAPと共演。[28]
- 2012年12月16日「オールナイトニッポン 45周年感謝祭「ALL LIVE NIPPON」」にてももいろクローバーZと共演。[29]
- 2013年3月より西川貴教がCMで歌唱。[30]
- 2013年4月26日放送の「僕らの音楽」にて郷ひろみ・SKE48と共演。[31]
- 2013年4月27日放送の「嵐にしやがれ」にて嵐と共演。[32]
- 2013年5月29日平井堅が「Ken's Bar 15th Anniversary Kh(+) Members Special！」で歌唱。[33]
- 2014年6月26日放送の「テレ東 音楽祭（初）」」にてイジリー岡田と共演。[34]
- 2015年2月10日サカモト教授が「女々しくて8bit JINGLE」を着うた配信。[35]
- 2015年5月23日放送「関ジャム 完全燃SHOW」にて関ジャニ∞と共演。[36]
- 2019年4月27日に幕張メッセ 国際展示場にて開催された「ニコニコ超会議2019」の一環で行われた、GLAYとゴールデンボンバーの対バンライブ「超プレミアムライブ GLAY × ゴールデンボンバー in 超音楽祭2019」にて、GLAYがカバー。[37]

## パロディ
シンガーソングライターの財部亮治が2020年に「自粛して」と題した替え歌を発表した。コロナウイルス感染症の感染拡大を受けた外出自粛を歌にしたものである。この替え歌は鬼龍院によってカバーされた。